# يو إف سي 184
يو إف سي 184: روزي ضد زينجانو (بالإنجليزية: UFC 184: Rousey vs. Zingano)‏ هو حدث لفنون القتال المختلطة نظمته يو إف سي، أُقيم في 28 فبراير 2015، على ستيبلز سينتر في لوس أنجلوس، الولايات المتحدة.